# Anthophora spinitarsis
Anthophora spinitarsis är en biart som beskrevs av Wu 1982. Anthophora spinitarsis ingår i släktet pälsbin, och familjen långtungebin. Inga underarter finns listade i Catalogue of Life.